# Armbouts-Cappel
Armbouts-Cappel (in olandese Armboutskappel) è un comune francese di 2 518 abitanti situato nel dipartimento del Nord, nella regione dell'Alta Francia.

## Società

### Evoluzione demografica
Abitanti censiti